# Walburga Kessler
Walburga „Wally“ Kessler (* 9. Oktober 1918 in Burgberg im Allgäu; †  31. Juli 1944 in Irsee) ist ein deutsches Opfer der nationalsozialistischen Rassenhygiene. Sie wurde im Alter von 25 Jahren im Zuge der „Euthanasie-Morde“ in der Heil- und Pflegeanstalt Irsee umgebracht.

## Leben
Walburga Kessler war die Tochter von Adolf und Julianna Keßler (geborene Schmid). Sie wurde nach ihrer Großmutter Walburga Schmid geb. Prinzing (1864–1949) benannt.  Walburga (Wally) war das fünfte von sieben Kindern der Familie Keßler. Von Geburt an konnte Walburga Kessler (Keßler) aufgrund einer cerebralen Kinderlähmung weder hören noch sprechen und auch nicht eigenständig laufen. Walburga Kessler musste daher von ihrer Mutter getragen werden.
Im Jahr 1928 starb die Mutter in Sonthofen. Im Jahr darauf brachte der Vater sie in das Jesuheim nach Lochau. Die Familie Keßler (Kessler) besaß die österreichische Staatsbürgerschaft und Heimatrecht im Kleinen Walsertal. Der Großvater von Walburga, Franz Leopold Keßler sowie dessen Eltern Joachim Keßler und Maria Barbara Keßler, geborene Schugg, wurden in Riezlern geboren. Nach dem Anschluss Österreichs im Jahre 1938 wurde Walburga Kessler vom Gemeindearzt per amtsärztlichem Gutachten als „krüppelhaft“, „nicht bildungsfähig“ und „unheilbar“ eingestuft. Am 27. Februar 1941 wurde sie vom Deutschen Roten Kreuz abgeholt und in die Heil- und Pflegeanstalt Valduna in Rankweil verlegt. Dort wurde sie am 24. März 1941 als „Taub-Stumme Idiotin“ bezeichnet und in die Heil- und Pflegeanstalt Hall in Tirol überstellt. In der Krankenakte wurde vermerkt: „Walburga Kessler war bettlägrig, verhielt sich ruhig, benötigte keinerlei Medikamente, war vollkommen pflege- und hilfsbedürftig. Wenn Walburga den Arzt oder jemanden vom Personal in ihre Nähe kommen sah, lachte Walburga freudig, gab zum Beispiel zu verstehen, wenn sie beim Essen genug hatte, freute sich, wenn man sich mit ihr etwas abgab. Weinte beim Verlassen der Anstalt, schien doch zu erfassen, dass sie von hier wegkommt“.
Am 2. September 1941 wurde Walburga Kessler in die Heil- und Pflegeanstalt Kaufbeuren und anschließend nach Irsee verlegt. In der Anstalt Irsee wurde sie mit einer speziellen, fettlosen Hungerkost (sogenannte E-Kost) auf eigenmächtige Initiative des Anstaltsleiters Valentin Faltlhauser im Rahmen der Aktion Brandt unterernährt. Mit Telegramm vom 31. Juli 1944 wurde der Vater informiert, dass Walburga lebensgefährlich erkrankt sei und ein Besuch wegen Infektionsgefahr nicht gestattet werden kann. Zwei Stunden später folgte ein weiteres Telegramm mit der Todesnachricht. Walburga Kessler wurde im Alter von 25 Jahren am 31. Juli 1944 auf der Station im Hauptgebäude von Kloster Irsee von der Krankenschwester Pauline Kneißler ermordet.  Im Toten-Register der Heil- und Pflegeanstalt Irsee wurde als Todesursache „Typ-Verdacht“ vermerkt. Der Leichenschauschein wurde mit dem Vermerk der Todesursache „Herzinsuffizienz“ vom Oberarzt der Heil- und Pflegeanstalt Irsee Lothar Gärtner ausgestellt und unterzeichnet.
Walburga Kessler wurde auf dem Patienten-Friedhof hinter der Irseer Klosterkirche begraben, auf dem sich seit 1981 ein Mahnmal des Allgäuer Künstlers Martin Wank für die Opfer der Krankenmorde befindet. Während des Prozesses gegen die Ärzte und das Pflegepersonal in der Krankenheilanstalt Irsee aufgrund ihrer Beteiligung an Euthanasie-Verbrechen wurde 1948 dem Gericht eine Liste von 200 Mordopfern überreicht, auf der auch der Name von Walburga Kessler verzeichnet war.

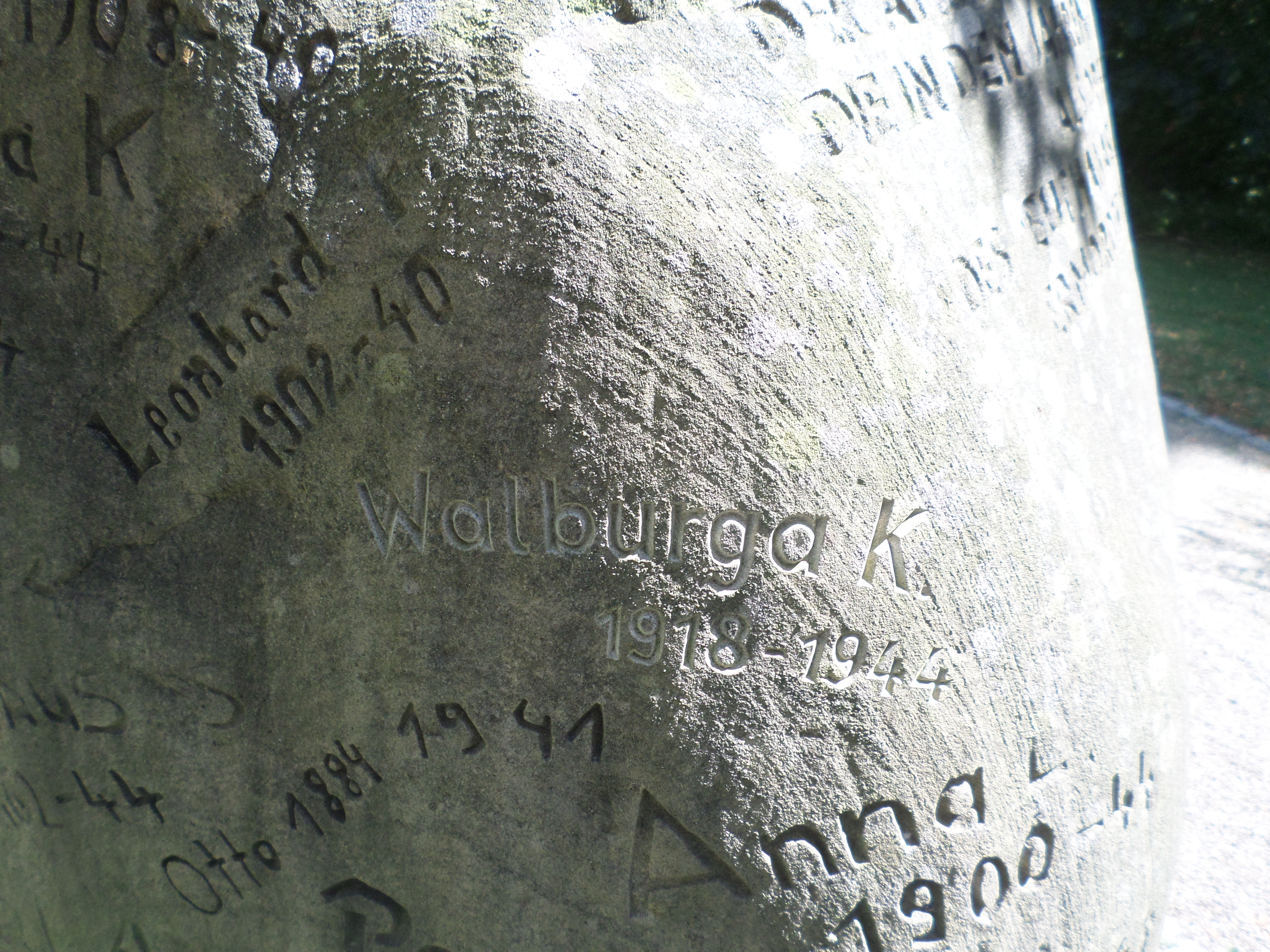
Gedenkstein Euthanasieopfer in Kaufbeuren

2014 wurde ihr Name nachträglich auf einem Mahnmal für Euthanasie-Opfer auf dem Gelände des Bezirkskrankenhauses in Kaufbeuren ergänzt.

## Gedenken

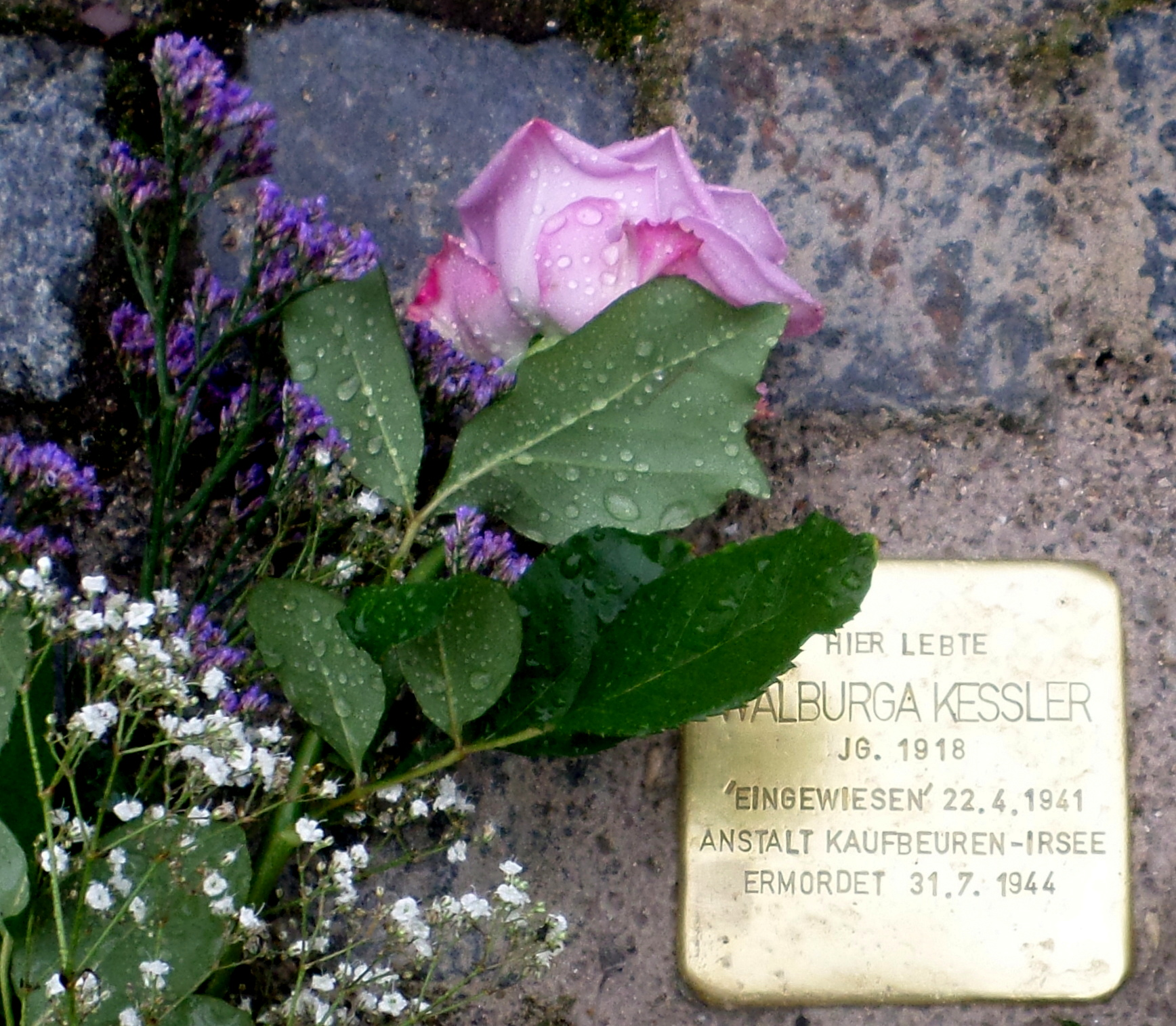
Stolperstein in Irsee

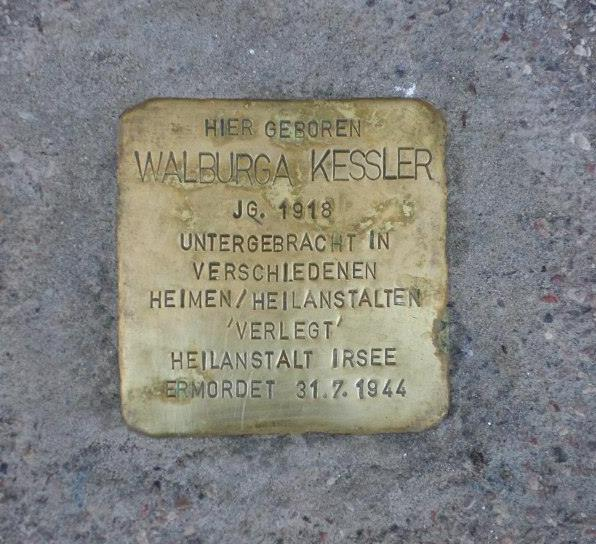
Stolperstein in Burgberg

Zum Gedenken an Walburga Kessler wurden zwei Stolpersteine auf Initiative ihres Urgroßneffen und mit Unterstützung verlegt. Einmal am Wohnort ihrer Familie in Burgberg und an ihrem Sterbeort in Irsee.
Ihr Name ist auch auf einem Gedenkstein in Irsee und seit März 2014 auf einem Mahnmal in Kaufbeuren verewigt. Das Andenken an Walburga Kessler und die anderen Opfer der Krankenmorde in Irsee wird auch durch Film- und Videoberichte über die Leidensgeschichten in der Krankenanstalt sowie über die Verlegung der Stolpersteine gewahrt.